# Kopřivák morušovitý
Kopřivák morušovitý (Dendrocnide moroides) je nebezpečný druh tropické rostliny s abnormálně žahavými chlupy z čeledě kopřivovitých.

## Výskyt
Roste výhradně na severovýchodním pobřeží Austrálie, ve spolkových státech Nový Jižní Wales i Queensland a na Moluckých ostrovech v Indonésii v otevřených a prosluněných částech vlhkých nížinných lesů, poblíž potoků a lesních cest do nadmořské výšky 900 m. Rozmnožuje se dobře semeny, mnohdy jako první vyrůstá v narušené půdě na světlé holině po padlém pralesním velikánu.

## Popis
Je stále zelenou rostlinou dorůstající do průměrné výše 2 až 4 m. Ve většině případů vypadá jako malý strom, má jeden dřevnatý kmen o průměru do 5 cm, zřídka kdy má tvar nehustého keře. Kmínek střídavě obrůstají velké listy oválného nebo srdčitého tvaru s řapíkem dlouhým 10 až 20 cm. U mladých listů se na krátkou dobu objevují i palisty dlouhé do 8 mm s 2 výběžky na vrcholu. Listové čepele dosahují délky až 25 a šířky 20 cm, po obvodu jsou zoubkované. Žilami protkané čepele i řapíky jsou oboustranně porostlé ostrými a tvrdými chlupy, které jsou příčinou špatné pověsti této rostliny.
Květenství dlouhé až 15 cm je neobvykle oboupohlavné, obsahuje drobné nevýrazné samčí i samičí květy se 4 až 5 okvětními lístky ne větší než 1 mm. Květy vyrůstají přibližně v místech připojení řapíků listů ke kmeni, uprostřed je vždy několik samčích květů obklopených větším počtem samičích. Po opylení začne malý semeník růst a změní se v jasně růžový až purpurový dužnatý, jednosemenný plod připomínající hrbolatý oříšek nebo nažku s připojenou trvalou čnělkou.

## Nebezpečí
Nebezpečnost kopřiváka morušovitého pro člověka spočívá v množství kratičkých, ostrých křemičitých vláken, z nichž se po doteku dostává pod kůži člověka nebo zvířete žahavá látka. Tyto tenké chloupky se v kůži odlomí a vrchní část kůže se nad nimi uzavře, nelze je jednoduše odstranit třením nebo vytažením. Neurotoxin obsažený ve vláknech bezprostředně způsobuje bolest, která se od počínajícího brnění po 20 až 30 minut stále stupňuje a projevuje se i v místech, která zcela jistě nebyla zasažena. Velikost bolesti, která může ve slabší formě přetrvávat i několik dnů, závisí na množství vstřebaného jedu, žádný orgán v těle postiženého však není z lékařského hlediska poškozen. Pouze postižené místo zarudne a vzniknou červené skvrny.
Uvedený toxin, jehož přesné složení není dosud známo je velmi stabilní, byly v tomto směru provedeny pokusy s vlákny z herbářů odebranými před 30 léty. Podle domorodých zkušeností ulehčuje postiženým od bolesti šťáva z rostliny Alocasia brisbanensis, v praxi nepotvrzeno.
Rostliny žahavá vlákna obměňují a shazují je, mohou poletovat ve vzduchu nebo napadat v okolí na zem a následně je lze vdechnout. Proto i delší pobyt v blízkosti těchto rostlin je nebezpečný, způsobuje záchvaty kýchání nebo krvácení z nosu. Při práci v jeho blízkosti používají lesníci respirátory a silné rukavice.
Stejně jako na lidi působí kopřivák morušovitý i na koně a psy. Pro mnoho původních australských vačnatců, ptáků i pro hmyz je údajně neškodný.